# Chiết Đức Ỷ
Chiết Đức Ỷ (chữ Hán: 折德扆, 917 – 964), người dân tộc Đảng Hạng Khương, tịch quán tại Vân Trung, là nhân vật cuối đời Ngũ Đại, đầu đời Bắc Tống. Ông là gia chủ đời thứ hai của họ Chiết nắm quyền tự trị Phủ Châu , là người đầu tiên giành được sự thừa nhận của chánh quyền Bắc Tống. Theo dã sử, ông là cha vợ của danh tướng Dương Nghiệp.

## Cuộc đời và sự nghiệp
Cha là Chiết Tùng Nguyễn – bá chủ một góc tây bắc đời Ngũ Đại, làm đến Tĩnh Nan quân tiết độ sứ nhà Hậu Chu. Khi Tùng Nguyễn còn ở Phủ Châu, lấy Đức Ỷ làm Mã bộ quân đô hiệu. Trong niên hiệu Quảng Thuận (951 – 954) thời Hậu Chu Thái Tổ, Sài Vinh lại nâng cấp Phủ Châu lên làm Vĩnh An quân (lần đầu vào đời Hậu Hán), lấy Đức Ỷ làm tiết độ sứ. Khi ấy Chiết Tùng Nguyễn đang làm Tĩnh Nan quân tiết độ sứ , như vậy là 2 cha con đồng thời làm tiết độ sứ, người đương thời khen là vinh hiển.
Trong niên hiệu Hiển Đức (954 – 959) thời Hậu Chu Thế Tông Sài Vinh, Đức Ỷ dẫn quân đánh hạ trấn Hà Thị, chém hơn 500 thủ cấp quân Bắc Hán. Đức Ỷ vào triều, lấy em trai Đức Nguyện làm quyền Tổng châu sự. Khi Thế Tông nam chinh trở về, đến cầu Thông Hứa, Đức Ỷ ra đón, xin dời nhà vào nội địa. Thế Tông cho rằng Đức Ỷ hiểu rõ biên sự, không cho, ban thưởng hậu hĩ rồi cho quay về. Đức Ỷ chưa về đến nơi, Đức Nguyện lại phá được hơn 500 quân Bắc Hán ở trại Sa Cốc, chém tướng Hán là Hác Chương, Trương Chiêu.
Sang đời Bắc Tống (960), Đức Ỷ lại phá trại Sa Cốc, chém 500 thủ cấp. Năm 961 (Kiến Long năm thứ 2), Đức Ỷ vào chầu, được hậu đãi hơn trước, cho về trấn. Năm 963 (Kiền Đức đầu tiên), Đức Ỷ đánh bại quân Bắc Hán dưới chân thành Thái Nguyên, bắt tướng Hán là Dương Lân. Năm 964, mất, hưởng thọ 48 tuổi, được tặng Thị trung.

## Hậu duệ
- Con trai là Chiết Ngự Huân, Chiết Ngự Khanh.
- Theo dã sử, Đức Ỷ đã gả con gái (không rõ tên) cho danh tướng Dương Nghiệp, chính là người mà các tác phẩm Hý khúc hoặc tiểu thuyết thông tục gọi là Xà thái quân (khuê danh là Xà Tái Hoa). Các sử gia đương đại không thể chứng minh sự tồn tại của Chiết thái quân (hay Xà thái quân). Từ Đại Trác (Nam Tống) – Tẫn dư lục [4] có nhắc đến danh tự "Chiết thái quân", được Lý Từ Minh (nhà Thanh) chú giải: Nghiệp cưới con gái của Phủ Châu Vĩnh An quân Tiết độ sứ Chiết Đức Ỷ, nay ở thôn Chiết Oa, Bảo Đức Châu, Sơn Tây có Chiết thái quân bi lập vào năm Đại Trung Tường Phù thứ 3 (1010), tức là vợ của Nghiệp đấy. Đại Thanh nhất thống chí [5], quyển 122, Bảo Đức châu, Lăng mộ và Bảo Đức Châu chí,[6] quyển 2, Cổ thích loại đều nhắc đến "Chiết thái quân mộ" ở thôn Chiết Oa, cách châu thành 40 dặm theo hướng nam, nhưng ngày nay không thể tìm được mộ hay bia.